# Tronchy
Tronchy település Franciaországban, Saône-et-Loire megyében. Lakosainak száma 241 fő (2022. január 1.). Tronchy Lessard-en-Bresse, L’Abergement-Sainte-Colombe, Saint-Christophe-en-Bresse, Saint-Étienne-en-Bresse és Vérissey községekkel határos.

## Népesség
A település népessége az elmúlt években az alábbi módon változott:
| Lakosok száma | 251  | 255  | 258  | 257  | 253  | 249  | 245  | 242  | 241  |
|               | 2013 | 2015 | 2016 | 2017 | 2018 | 2019 | 2020 | 2021 | 2022 |